# Macrodactylus pumilio
Macrodactylus pumilio är en skalbaggsart som beskrevs av Hermann Burmeister 1855. Macrodactylus pumilio ingår i släktet Macrodactylus och familjen Melolonthidae. Inga underarter finns listade i Catalogue of Life.